# Viudas negras (banda criminal)
Las Viudas negras, también conocido como viudas negras de Colombia, es el sobrenombre con el que se conoció a un grupo de asesinas seriales colombianas durante finales de la década de 2000 y comienzos de 2010. Se les acusó directamente por el asesinato de 3 hombres, sin embargo, se cree que la banda pudo perpetrar más crímenes.
La red criminal estaba conformada por mujeres. Cada una tenía un rol diferente dentro de la estructura, algunas se enfocaban directamente en mantener relaciones con los hombres, otras en los asesinatos, las demás se encargaban de buscar abogados y gestionar los cobros de los seguros de vida. Se sabe que los montos por cobrar estos seguros iban desde los cien hasta ochocientos millones de pesos. Las integrantes de la banda fueron identificadas como Emilsen Yulima Rojas Castañ, Luz Elena Carvajal Cataño, Suleyma Patricia Giraldo Zapata y Oliveryen Hincapié López.

## Víctimas
Una de las víctimas fue Diego Hernández Beltrán, hombre de 60 años que laboraba como maestro de obras. Según las investigaciones de las autoridades, Hernández Beltrán fue persuadido por un conocido suyo que le planteó la idea de una póliza de seguros. Ante esto, decidió acogerse a una póliza y fue invitado a acampar en un embalse llamado El Peñol-Guatapé, el 27 de septiembre de 2008 en horas de la noche. En este lugar fue atado de pies y manos y posteriormente arrojado a la represa donde finalmente se ahogó. El cuerpo sin vida de Hernández Beltrán fue rescatado al día siguiente y reclamado por Yulima Rojas Castaño, quien se presentó ante las autoridades como su esposa y dijo que llevaba 2 años de relación. En aquel entonces, Rojas Castaño reclamó el cobro del seguro de vida a la Aseguradora AIG VIDA al afirmar que era la única beneficiaria; la aseguradora le desembolsó la suma $ 150 000 000 de pesos. A pesar de esto, la familia del occiso desestimó la versión de Rojas Castaño al afirmar que él no tenía ningún tipo de vínculo sentimental con ella.
Julián Muñoz Romero fue otra de las víctimas. Finalmente, Jairo Ochoa Castrillón, una víctima más de la banda, también fue agredido físicamente después de haber sido lanzado al mar cerca de Santa Marta. Ochoa logró sobrevivir después de ser rescatado por personal de primeros auxilios. Sin embargo, después de un tiempo fue asesinado a tiros en el municipio de Bello (Antioquia).